# هاندان
هاندان (بالصينية: 邯郸市) هي مدينة من مدن الصين. يبلغ عدد سكانها 9174683 نسمة حسب إحصائيات سنة 2010. تبلغ مساحتها 12068 كم².

## المناخ
يظهر الجدول التالي التغييرات المناخية على مدار السنة لهاندان:
| البيانات المناخية لـهاندان                   | البيانات المناخية لـهاندان | البيانات المناخية لـهاندان | البيانات المناخية لـهاندان | البيانات المناخية لـهاندان | البيانات المناخية لـهاندان | البيانات المناخية لـهاندان | البيانات المناخية لـهاندان | البيانات المناخية لـهاندان | البيانات المناخية لـهاندان | البيانات المناخية لـهاندان | البيانات المناخية لـهاندان | البيانات المناخية لـهاندان | البيانات المناخية لـهاندان |
| الشهر                                        | يناير                      | فبراير                     | مارس                       | أبريل                      | مايو                       | يونيو                      | يوليو                      | أغسطس                      | سبتمبر                     | أكتوبر                     | نوفمبر                     | ديسمبر                     | المعدل السنوي              |
| -------------------------------------------- | -------------------------- | -------------------------- | -------------------------- | -------------------------- | -------------------------- | -------------------------- | -------------------------- | -------------------------- | -------------------------- | -------------------------- | -------------------------- | -------------------------- | -------------------------- |
| الدرجة القصوى °م (°ف)                        | 19.7 (67.5)                | 25.3 (77.5)                | 31.7 (89.1)                | 37.9 (100.2)               | 40.0 (104.0)               | 43.6 (110.5)               | 42.0 (107.6)               | 37.2 (99.0)                | 40.1 (104.2)               | 33.5 (92.3)                | 28.6 (83.5)                | 28.4 (83.1)                | 43.6 (110.5)               |
| متوسط درجة الحرارة الكبرى °م (°ف)            | 4.1 (39.4)                 | 8.2 (46.8)                 | 14.3 (57.7)                | 22.0 (71.6)                | 27.3 (81.1)                | 32.1 (89.8)                | 32.1 (89.8)                | 30.6 (87.1)                | 27.0 (80.6)                | 21.4 (70.5)                | 12.8 (55.0)                | 6.0 (42.8)                 | 19.8 (67.7)                |
| المتوسط اليومي °م (°ف)                       | −0.9 (30.4)                | 2.7 (36.9)                 | 8.5 (47.3)                 | 15.8 (60.4)                | 21.4 (70.5)                | 26.2 (79.2)                | 27.3 (81.1)                | 26.0 (78.8)                | 21.5 (70.7)                | 15.3 (59.5)                | 7.0 (44.6)                 | 1.0 (33.8)                 | 14.3 (57.8)                |
| متوسط درجة الحرارة الصغرى °م (°ف)            | −4.8 (23.4)                | −1.7 (28.9)                | 3.5 (38.3)                 | 10.3 (50.5)                | 15.7 (60.3)                | 20.7 (69.3)                | 23.2 (73.8)                | 22.1 (71.8)                | 17.0 (62.6)                | 10.5 (50.9)                | 2.6 (36.7)                 | −2.8 (27.0)                | 9.7 (49.5)                 |
| أدنى درجة حرارة °م (°ف)                      | −15.0 (5.0)                | −14.4 (6.1)                | −6.1 (21.0)                | 0.0 (32.0)                 | 7.7 (45.9)                 | 11.5 (52.7)                | 16.5 (61.7)                | 13.7 (56.7)                | 5.4 (41.7)                 | −1.0 (30.2)                | −11.4 (11.5)               | −12.7 (9.1)                | −15.0 (5.0)                |
| الهطول مم (إنش)                              | 3.1 (0.12)                 | 6.3 (0.25)                 | 13.4 (0.53)                | 19.2 (0.76)                | 44.2 (1.74)                | 49.1 (1.93)                | 133.8 (5.27)               | 138.1 (5.44)               | 50.0 (1.97)                | 29.7 (1.17)                | 11.8 (0.46)                | 3.1 (0.12)                 | 501.8 (19.76)              |
| المصدر: China Meteorological Administration, |                            |                            |                            |                            |                            |                            |                            |                            |                            |                            |                            |                            |                            |

## توأمة
لهاندان اتفاقيات توأمة مع كل من:
- دوبوك
- بادوفا
- كريفي ريه
- سايكي

## أعلام
- لي بينج
- تشين شي هوانج
- تشو يوان
- تشن جين

## وصلات خارجية
- الموقع الرسمي